# La Chapelle-sous-Orbais
La Chapelle-sous-Orbais é uma comuna francesa na região administrativa do Grande Leste, no departamento de Marne. Estende-se por uma área de 14.54 km², e possui 54 habitantes, segundo o censo de 2018, com uma densidade de 3.7 hab/km².